# 宋彥名
宋彥名（1376年—？），江西南昌府南昌縣人，明朝政治人物、進士出身。

## 生平
江西鄉試第二十四名。建文二年，會試第一百六名；登進士第二甲第三十五名。

## 家族
曾祖宋得新、祖父宋文友、父宋均美，有弟宋彥英、宋彥忠、宋彥清。